# Carta Pământului
Carta Pământului este o declarație internațională a valorilor și principiilor fundamentale considerate utile de susținătorii săi pentru construirea unei societăți globale drepte, durabile și pașnice în secolul XXI. Creată printr-un proces de consultare globală și susținută de organizații care reprezintă milioane de oameni, Carta „încearcă să inspire tuturor oamenilor un sentiment de interdependență globală și responsabilitate comună pentru bunăstarea familiei umane, a comunității mai mari a vieții și generațiile viitoare." Solicită umanității să contribuie la crearea unui parteneriat global într-un moment critic din istorie. Viziunea etică a Cartei Pământului propune acest lucru protecția mediului, drepturile omului, echitabil dezvoltare umană și pace sunt interdependente și indivizibile. Carta încearcă să ofere un nou cadru pentru gândirea și abordarea acestor probleme. Inițiativa Cartei Pământului organizație există pentru a promova Carta.

## Istorie
Ideea Cartei Pământului a luat naștere în 1987, prin Maurice Strong și Mihail Gorbaciov ca membri ai The Clubul Romei, cand Națiunile Unite Comisia Mondială pentru Mediu și Dezvoltare a solicitat o nouă cartă care să ghideze tranziția către dezvoltare durabilă. În 1992, nevoia unei carti a fost îndemnată până atunci -secretar general Boutros Boutros-Ghali la Rio de Janeiro Summitul Pământului, dar nu se credea că timpul pentru o astfel de declarație este corect. Declarația de la Rio a devenit declarația consensului realizabil în acel moment. În 1994, Maurice Strong (Președintele Summitului Pământului) și Mihail Gorbaciov, lucrând prin organizații pe care le-au fondat fiecare (Consiliul Pământului și Green Cross International respectiv), a repornit Carta Pământului ca o societate civila inițiativă, cu ajutorul guvernului Olanda.
Maurice Strong a murit în noiembrie 2015.